# Schleuß

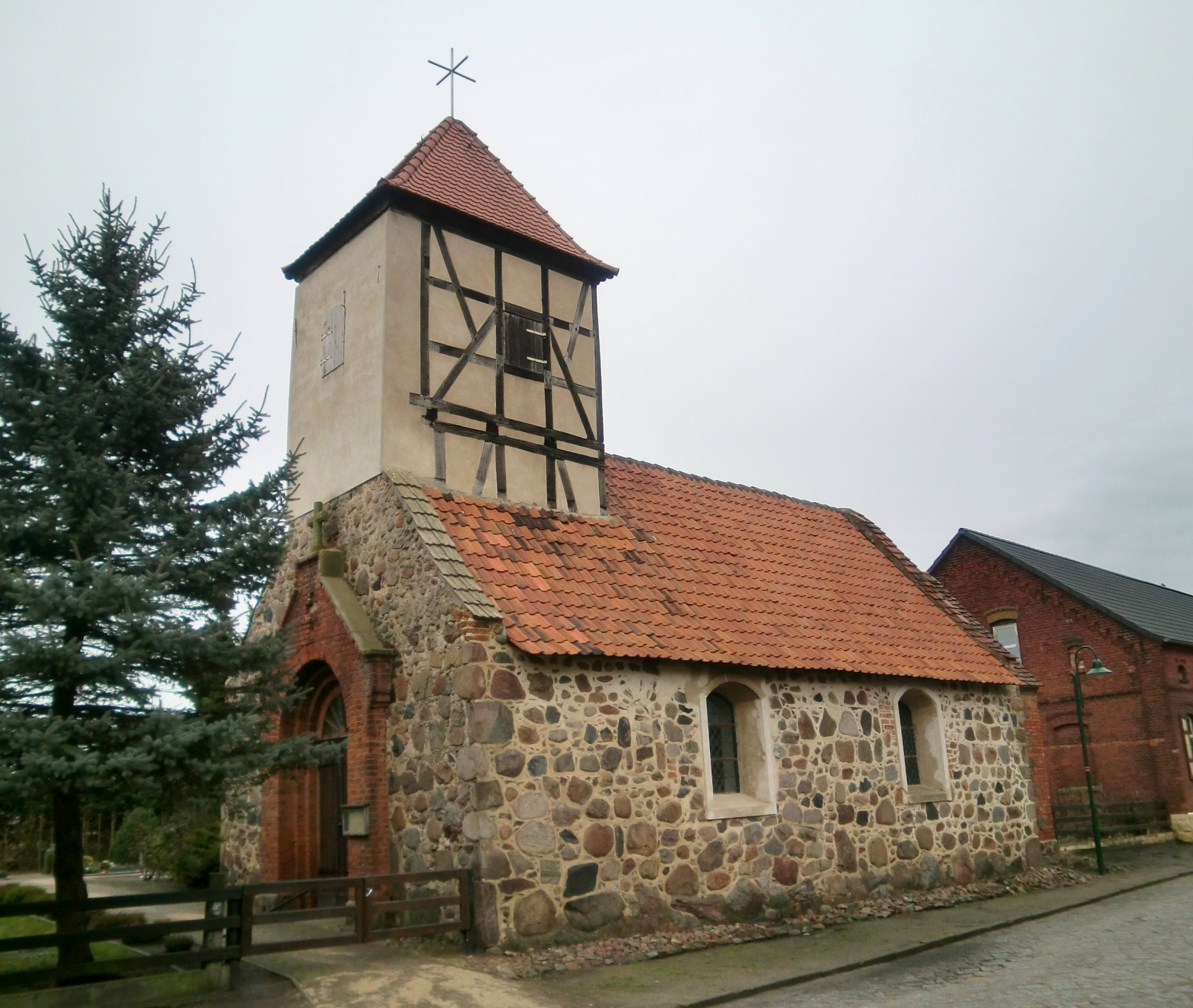
Dorfkirche Schleuß

Schleuß ist ein Ortsteil der Ortschaft Windberge der Stadt Tangerhütte im Landkreis Stendal in Sachsen-Anhalt, (Deutschland).

## Geographie
Schleuß, ein Straßendorf mit Kirche, liegt 10 Kilometer nordwestlich von Tangerhütte und 14 Kilometer südwestlich von Stendal am Lüderitzer Tanger in der Altmark. Es ist umgeben vom Landschaftsschutzgebiet „Uchte-Tangerquellen und Waldgebiete nördlich von Uchtspringe“.
Einen Kilometer südwestlich des Dorfes liegt der Schleußer Teich, der zur Gemarkung von Lüderitz gehört. Er wird über einen Graben von der Brunkauer Tanger gespeist, der am Heiderand oberhalb von Brunkau entspringt. 
Nachbarorte sind Ottersburg im Westen, Windberge im Nordwesten, Lüderitz im Südosten und Brunkau im Südwesten.

## Geschichte

### Mittelalter bis Neuzeit
Die erste urkundliche Erwähnung des Dorfes als villam scilicet Slautiz erfolgte in einer Schenkungsurkunde des Markgrafen Albrecht der Bär gegenüber dem Kloster Hillersleben und datiert aus dem Jahr 1160. Das Dorf gehörte zum Balsamgau.  Mehrere kirchliche Einrichtungen hatten Besitzungen im Ort. Im Jahr 1206 wurde dem Stendaler Domstift der Besitz des Dorfes Slautiz bestätigt. Weitere Nennungen sind 1209 Slautiz, 1320 Sloytiz, 1365 slewts, 1377 Sloitze, 1420 sloitz, 1540 schloitz, 1687 Schleutze, 1775 Schleusse oder Schleutz oder Schlutz und 1804 das Dorf Schleutz mit Schmiede, Wassermühle und Krug.
1373 und im Dreißigjährigen Krieg wurde der Ort zerstört und jeweils wieder aufgebaut. 1540 verfügte der Ort über eine eigene Pfarrei, die jedoch bereits 1579 wieder aufgegeben war.
Bei der Bodenreform wurden 1945 ermittelt: 13 Besitzungen unter 100 Hektar hatten zusammen 392 Hektar, eine Kirchenbesitzung umfasste einen Hektar Landbesitz, genauso wie eine Gemeindebesitzung. Im Jahre 1953 entstand die erste Landwirtschaftliche Produktionsgenossenschaft, die LPG Typ III „Goldene Sonne“.

### Herkunft des Ortsnamens
Heinrich Sültmann meint, der Name stammt vom slawischen sleivo, ssliwo für Schlehe und heißt demnach „Schleehbusch“.

### Eingemeindungen
Schleuß gehörte bis 1807 zum Tangermündeschen Kreis, dann bis 1813 zum Kanton Lüderitz. Danach kam die Gemeinde zum Kreis Stendal, dem späteren Landkreis Stendal.
Am 20. Juli 1950 wurde die bis dahin eigenständige Gemeinde Schleuß nach Windberge eingemeindet.
Seit dem 31. Mai 2010 gehört der Ortsteil Schleuß zur Ortschaft Windberge und zur „Einheitsgemeinde Stadt Tangerhütte“, da an dem Tage Windberge in Tangerhütte eingemeindet wurde.

### Einwohnerentwicklung
| Jahr | Einwohner |
| ---- | --------- |
| 1734 | 101       |
| 1772 | 082       |
| 1790 | 132       |
| 1798 | 138       |
| 1801 | 142       |
| 1818 | 153       |
| 1840 | 188       |

| Jahr | Einwohner |
| ---- | --------- |
| 1864 | 180       |
| 1871 | 145       |
| 1885 | 137       |
| 1892 | [0]123    |
| 1895 | 135       |
| 1900 | [0]114    |
| 1905 | 113       |

| Jahr | Einwohner |
| ---- | --------- |
| 1910 | [0]121    |
| 1925 | 113       |
| 1933 | [00]132   |
| 1939 | 112       |
| 1946 | 232       |
| 2013 | [00]062   |
| 2014 | [00]063   |

| Jahr | Einwohner |
| ---- | --------- |
| 2018 | [00]56    |
| 2019 | [00]63    |
| 2020 | [00]61    |
| 2021 | [00]56    |
| 2022 | [0]55     |
| 2023 | [0]53     |

Quelle, wenn nicht angegeben, bis 1946:

## Religion
- Die evangelische Kirchengemeinde Schleuß, die früher zur Pfarrei Lüderitz gehörte,[17] wird heute betreut vom Pfarrbereich Lüderitz im Kirchenkreis Stendal im Bischofssprengel Magdeburg der Evangelischen Kirche in Mitteldeutschland.[18] Die ältesten überlieferten Kirchenbücher für Schleuß stammen aus dem Jahre 1775.[19]
- Die katholischen Christen gehören zur Pfarrei St. Anna in Stendal im Dekanat Stendal im Bistum Magdeburg.[20]

## Kultur und Sehenswürdigkeiten
- Die evangelische Dorfkirche Schleuß, ein kleiner romanischer Feldsteinsaal aus dem 13. Jahrhundert, trägt einen Fachwerkturm aus dem Jahre 1793.[21] Die Kirche besaß einen Schutzaltar mit Marienbild und Bischof.[22] Die Kanzel von Hans Ludicke aus dem Jahre 1754 trägt eindrucksvolle Schnitzereien. Sie gehörte zu einem Kanzelaltar.[23]
- Auf dem Kirchhof ist der Ortsfriedhof.

## Wirtschaft
Das ländlich geprägte Dorf verfügt über ein Lebensmittelgeschäft und Fremdenzimmer.

## Verkehr
Der Ort liegt westlich der Bundesstraße 189 unweit der in Bau befindlichen A14.
Es verkehren Linienbusse und Rufbusse von stendalbus.
Durch das Dorf führt der Radfernweg Altmarkrundkurs.